# Vostè pregunta
Vostè pregunta va ser un programa de televisió emès pel circuït català de TVE des dels Estudis Miramar des de 1977 fins a 1984, dirigit i presentat per Joaquim Maria Puyal i realitzat per Esteve Duran. En el programa Puyal entrevistava en directe una persona vinculada a Catalunya i els espectadors participaven via telefònica o al plató plantejant les seves preguntes al convidat. Aquest programa suposaria l'inici de la fulgurant carrera periodística de Joaquim Maria Puyal a la televisió en català.
Pel programa passaren com a convidats Salvador Espriu, Montserrat Caballé, Ramon Folch i Camarasa, Manuel de Pedrolo, Emma Cohen, Gonçal Lloveras, Jaume Perich, Manolo Escobar, Quim Monzó, Eva Nasarre, Carles Santos, Magda Oranich, Joan Antoni Samaranch, Montserrat Roig, Marta Ferrusola i Xavier Vinader, a qui Puyal va entrevistar a París el gener de 1984.

## Premis
- Premis Ondas 1979 "nacionals de televisió"[7]